# Třída Dorang (PC-60)
Třída Dorang (PC-60) je třída hlídkových člunů indonéského námořnictva. Jedná se o derivát raketových člunů třídy Sampari (KCR-60). Celkem bylo objednáno šest jednotek této třídy. Do služby byly přijaty v letech 2022–2024.

## Stavba
Celkem byla objednána stavba šesti jednotek této třídy. První řezání oceli a založení kýlu na první dvě jednotky proběhlo v únoru 2020 u loděnice PT Caputra Mitra Sejati (PT CMS) v Bantenu. Třetí jednotku postavila loděnice PT Karimun Anugrah Sejati (PT KAS) v Batamu. Čtvrtý jednotku postavila loděnice PT Palindo Marine (PT Palindo) také v Batamu. Pátou a šestou jednotku postavila opět loděnice PT CMS. Do služby byly zařazeny v prosinci 2024.
Jednotky třídy Dorang:
| Jméno                 | Loděnice   | Spuštěna          | Vstup do služby   | Status  |
| --------------------- | ---------- | ----------------- | ----------------- | ------- |
| KRI Dorang (874)      | PT CMS     | 21. března 2022   | 31. srpna 2022    | aktivní |
| KRI Bawal (875)       | PT CMS     | 21. března 2022   | 31. srpna 2022    | aktivní |
| KRI Tuna (876)        | PT KAS     | 5. července 2023  | 7. září 2023      | aktivní |
| KRI Marlin (877)      | PT Palindo | 7. září 2023      | 20. prosince 2023 | aktivní |
| KRI Hampala (880)     | PT CMS     | 12. července 2024 | 17. prosince 2024 | aktivní |
| KRI Lumba-Lumba (881) | PT CMS     | 12. července 2024 | 17. prosince 2024 | aktivní |

## Konstrukce

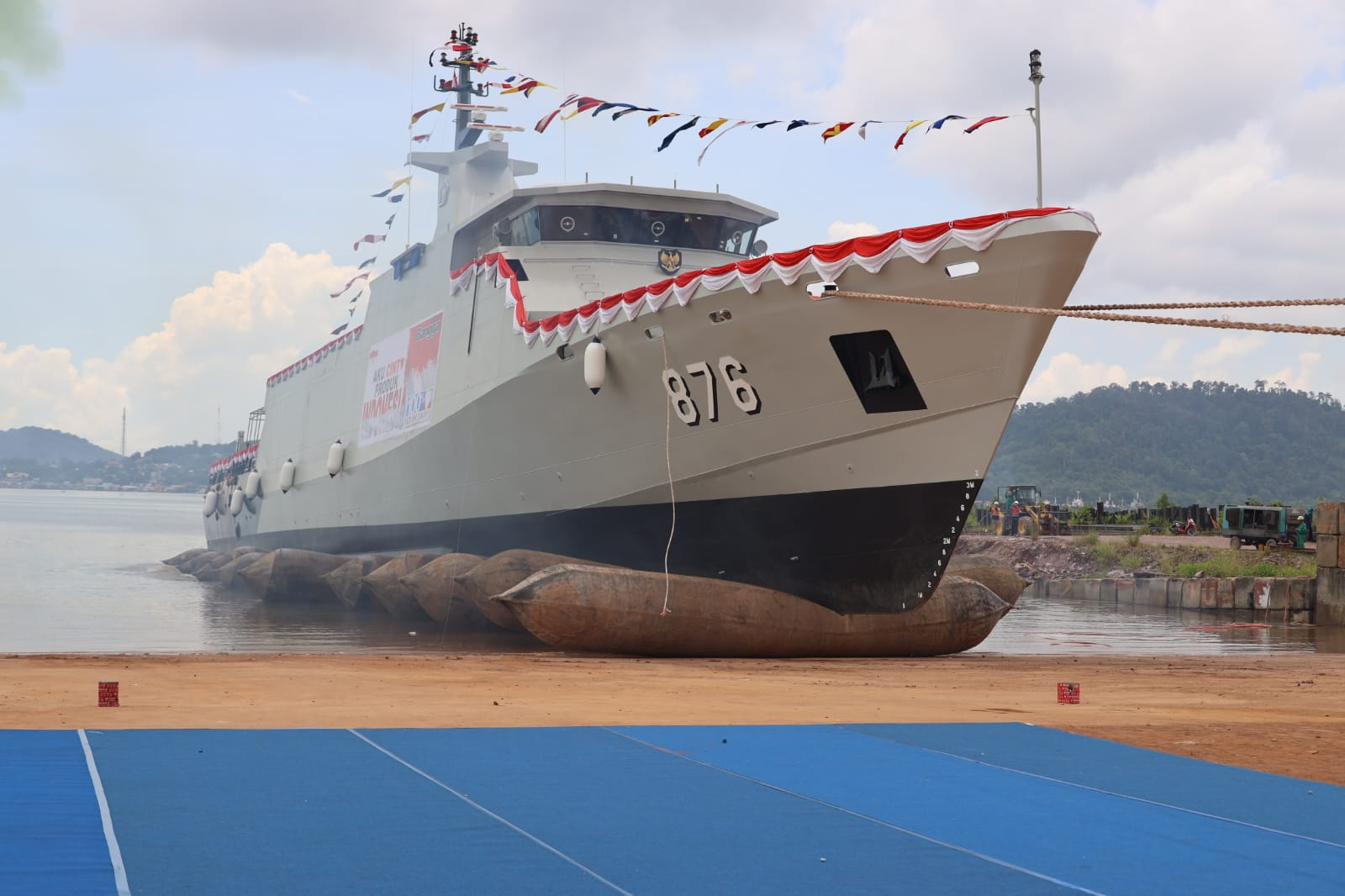
Tuna (876)

Plavidla jsou vyzbrojena jedním 40mm kanónem OTO Melara a dvěma 12,7mm kulomety FN Herstal. Na zádi se nachází inspekční člun RHIB. Prvních čtyři plavidel pohánějí dva diesely MTU 20V 4000 M73, každý o výkonu 4290 hp, pohánějící dva lodní šrouby. Pohonný systém pozdějších plavidel byl změněn na dva diesely MTU 20V 4000 M73L, každý o výkonu 4828 hp. Nejvyšší rychlost dosahuje 24 uzlů a cestovní rychlost 17 uzlů. Při cestovní rychlosti je autonomie osm dní.